# Kajny
Kajny (deutsch Kainen) ist ein Ort in der polnischen Woiwodschaft Ermland-Masuren. Er gehört zur Gmina Jonkowo (Landgemeinde Jonkendorf) im Powiat Olsztyński (Kreis Allenstein).

## Geographische Lage
Kajny liegt im Tal der Alle (polnisch Łyna) im Westen der Woiwodschaft Ermland-Masuren, zehn Kilometer nordwestlich der Kreis- und Woiwodschaftshauptstadt Olsztyn (deutsch Allenstein).

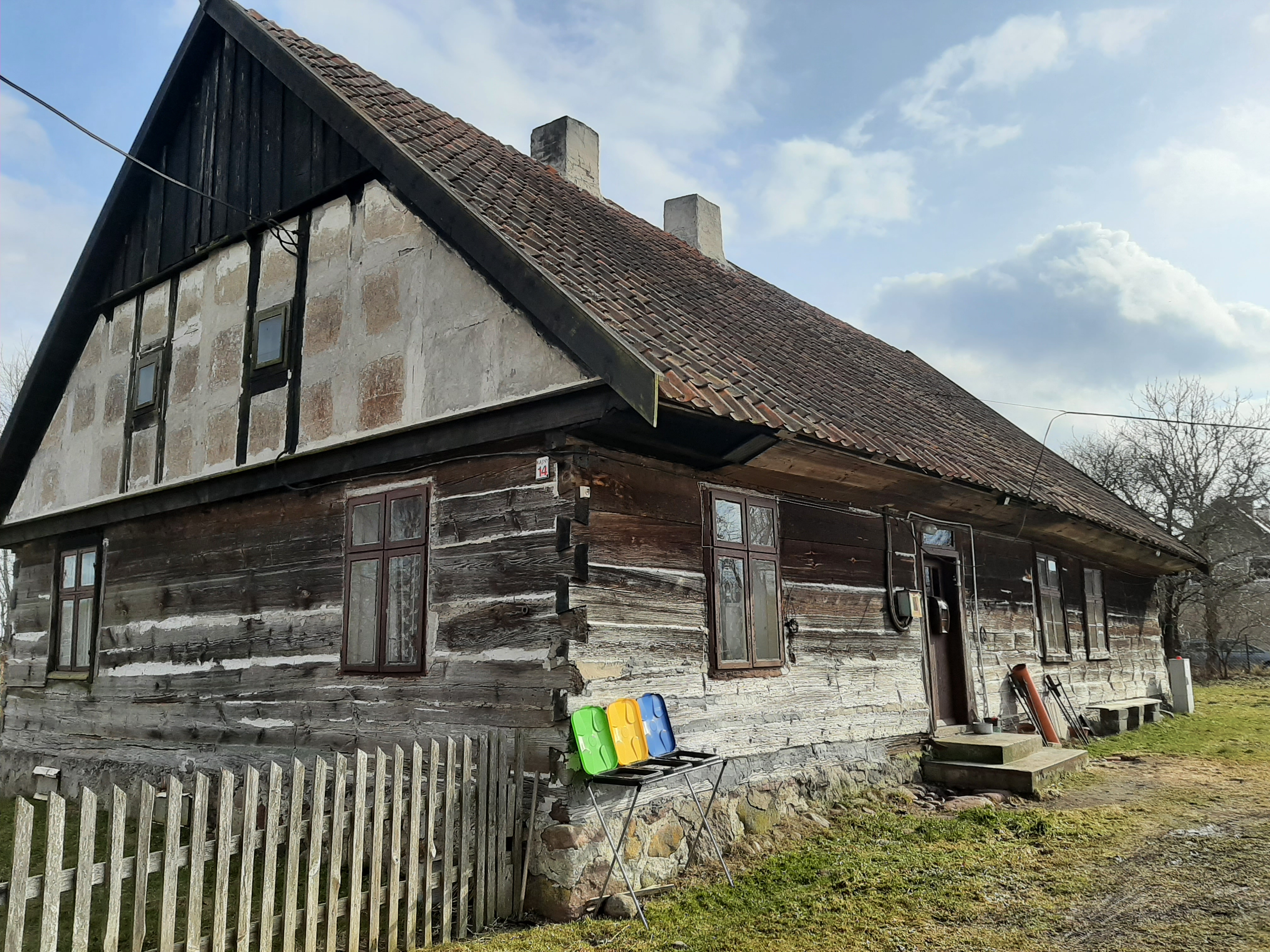
Historisches Holzhaus in Kajny

|  |

## Geschichte
An die Gründung im Jahre 1354 erinnerte im Jahre 2004 die Feier zum 650-jährigen Bestehens des kleinen Dorfs Kaynen (deutsch Kainen, polnisch Kajny). 1785 wurde das köllmische Dorf im Amt Allenstein, Kreis Heilsberg, mit 13 Feuerstellen erwähnt, bei der Volkszählung am 3. Dezember 1861 ergaben sich 19 Wohngebäude bei 137 Einwohnern.
Kainen gehörte von Anfang an dazu, als im Jahre 1874 der Amtsbezirk Braunswalde im ostpreußischen Kreis Allenstein errichtet wurde.
Im Jahre 1910 waren in Kainen 172 Einwohner gemeldet. Ihre Zahl belief sich im Jahre 1933 auf 171 und im Jahre 1939 auf 153.
In Kriegsfolge kam 1945 das gesamte südliche Ostpreußen zu Polen. Kainen erhielt die polnische Namensform „Kajny“ und ist heute eine Ortschaft innerhalb der Landgemeinde Jonkowo (Jonkendorf) im Powiat Olsztyński (Kreis Allenstein), von 1975 bis 1998 der Woiwodschaft Olsztyn, seither der Woiwodschaft Ermland-Masuren zugehörig. Im Jahre 2021 zählte Kajny 72 Einwohner.

## Kirche

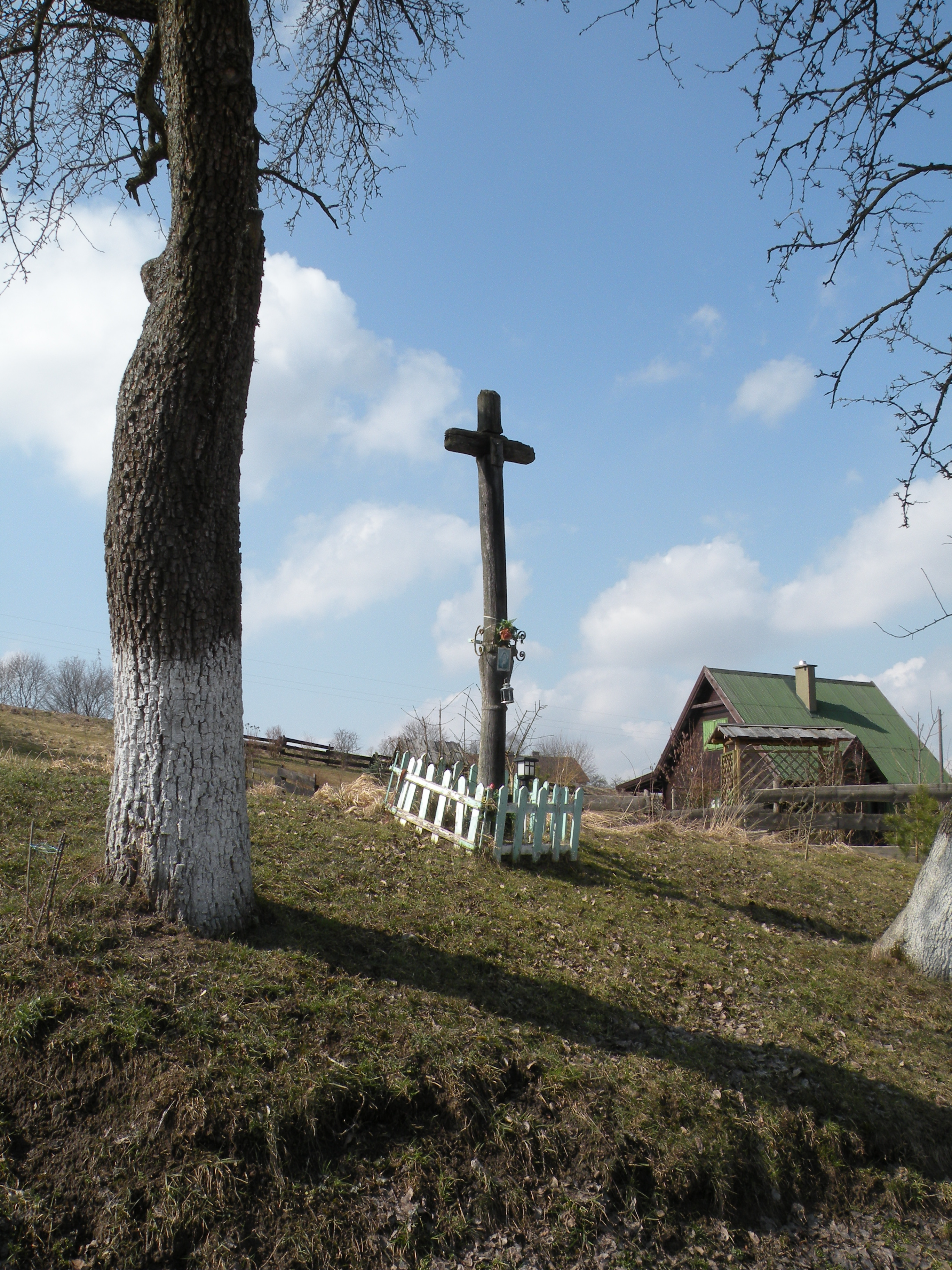
Wegekreuz in Kajny

Bis 1945 war Kainen in die evangelische Kirche Allenstein in der Kirchenprovinz Ostpreußen der Kirche der Altpreußischen Union, außerdem in die römisch-katholische Kirche Braunswalde (polnisch Brąswałd) eingepfarrt.
Der Bezug zu diesen beiden Kirchen besteht auch heute noch für den Ort Kajny, wobei die nunmehr mit einem Namen versehene Olsztyner Christus-Erlöser-Kirche jetzt zur Diözese Masuren der Evangelisch-Augsburgischen Kirche in Polen und die Pfarrei Brąswałd zum Dekanat Olsztyn II - Zatorze im Erzbistum Ermland gehört.

## Hydraulischer Widder
Ende des 19. Jahrhunderts installierte man in Kainen einen Hydraulischen Widder. Er pumpt Wasser von der Quelle zum Wasserturm im Dorf, von wo aus das Wasser in die Häuser geleitet wird.

## Verkehr

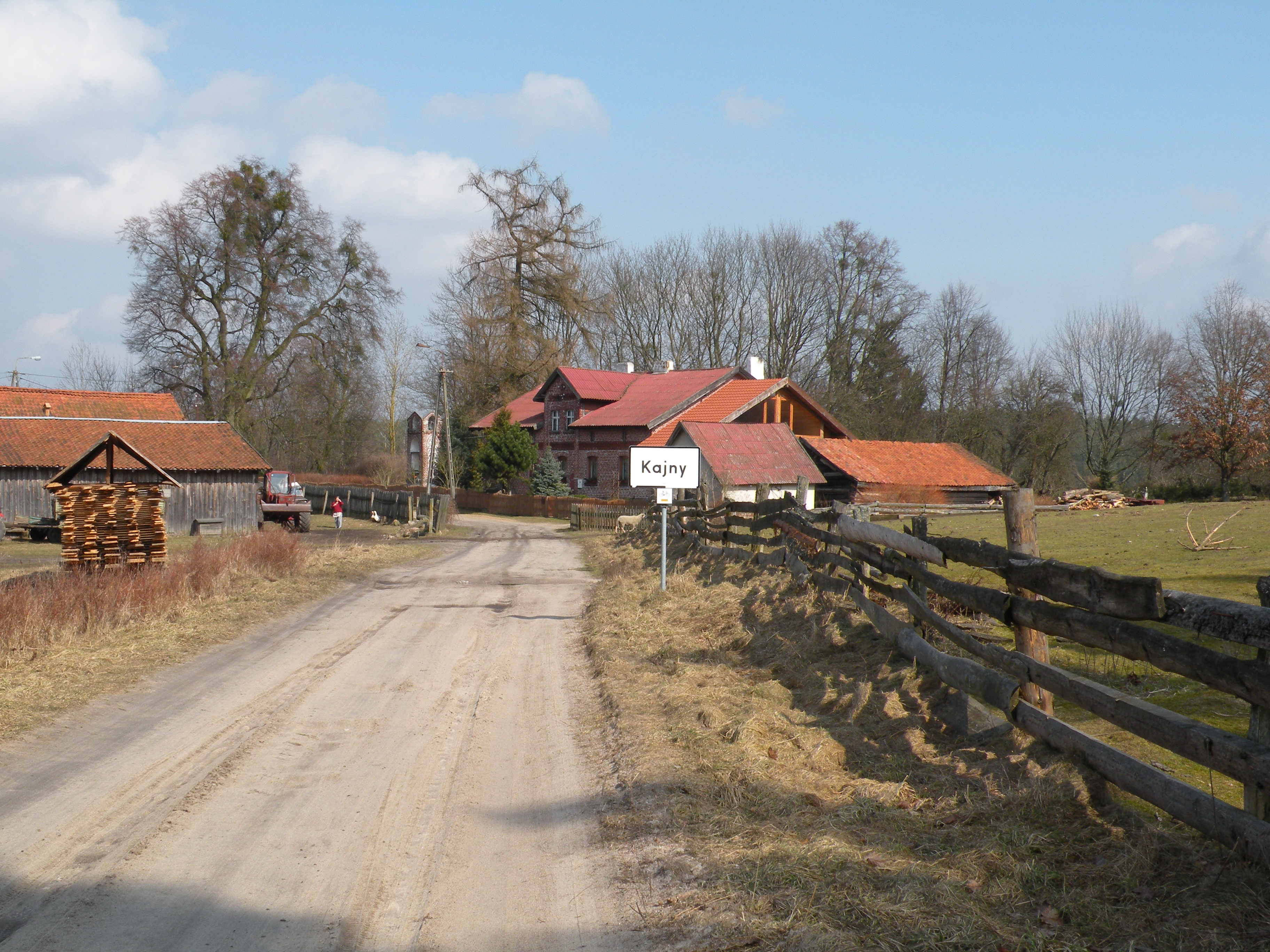
Ortseinfahrt Kajny

Kajny ist an keinen öffentlichen Personennahverkehr angeschlossen. Von den Nachbarorten Barkweda (Bergfriede) und Mątki führen lediglich Landwege in den Ort. Die nächste Bahnstation ist Bukwałd (Groß Buchwalde) an der Bahnstrecke Olsztyn Gutkowo–Braniewo, die allerdings im Abschnitt Olsztyn bis Dobre Miasto (Guttstadt) seit 2019 nicht (mehr) befahren wird.